# Ida Hubáčková
Ida Hubáčková (Prága, 1954. október 1. –) olimpiai ezüstérmes csehszlovák válogatott cseh gyeplabdázó.

## Pályafutása
A TJ Hostivař csapatában kezdte a gyeplabdázást, majd a Slavia Praha játékosa volt, ahol 1974 és 1980 között tagja volt a bajnokcsapatnak. 1975-ben és 1978-ban a Bajnokcsapatok Európa-kupája döntőjébe jutott az együttessel, 1976-ban pedig. harmadik volt.
Tagja volt az 1980-as moszkvai olimpián ezüstérmes csehszlovák válogatottnak. Az olimpia után hamarosan visszavonult térdsérülése miatt.

## Sikerei, díjai
- Olimpiai játékok
  - ezüstérmes: 1980, Moszkva
- Csehszlovák bajnokság
  - bajnok: 1974, 1975, 1976, 1977, 1978, 1979, 1980
- Bajnokcsapatok Európa-kupája
  - döntős: 1975, 1978
  - 3.: 1976